# Randia pittieri
Randia pittieri là một loài thực vật có hoa trong họ Thiến thảo. Loài này được (Standl.) Standl. miêu tả khoa học đầu tiên năm 1919.